# Чиж Микола Михайлович
Микола Михайлович Чиж — штаб-сержант Збройних Сил України, учасник російсько-української війни, що загинув під час російського вторгнення в Україну.

## Життєпис
Народився у 1978 році в м. Ужгороді на Закарпатті.
Загинув у березні 2022 року в боях з агресором в ході відбиття російського вторгнення в Україну (місце — не уточнено).
Похований 18 березня 2022 в Ужгороді на Пагорбі Слави 

## Нагороди
- орден «За мужність» III ступеня (2022, посмертно) — за особисту мужність і самовіддані дії, виявлені у захисті державного суверенітету та територіальної цілісності України, вірність військовій присязі.